# Mario von Bucovich
Mario von Bucovich, né le 16 février 1884 à Pula (Istrie, Autriche-Hongrie) et mort le 30 novembre 1947 à Mexico, également connu sous le nom de Marius von Bucovich, est un photographe d'origine autrichienne. À la mort de son père, en 1913, il reçoit le titre de baron.
En 2009, le Berliner Morgenpost l'a présenté comme « l'un des grands photographes inconnus de la photographie européenne du XXe siècle. »

## Biographie

### Famille
Son père, August, Freiherr von Bucovich (1852–1913), est un ancien capitaine de corvette de la marine austro-hongroise, puis un entrepreneur dans le secteur des chemins de fer ; sa mère est grecque.

### Jeunesse, formation et début professionnels
Mario von Bucovich commence par des études de mathématiques et de mécanique à la Eidgenössischen Technischen Hochschule de Zurich en 1904 ; études qu'il poursuit à Nancy. De 1908 à 1909, l'électricité et la mécanique appliquées à la Technikum Mittweida en Saxe.
Il commence sa carrière en 1909 à la société des ascenseurs Otis à New York, qui l'envoie à Saint Pétersbourg in 1911. Il y fait aussi du commerce dans le domaine lucratif des machines agricoles.
En 1914, il est déporté en Sibérie étant considéré comme un ennemi étranger ; il s'évade et revient à Saint Pétersbourg. À partir de 1918, il se consacre à rapatrier les déportés restés en Sibérie, tâche rendue difficile à cause de la guerre civile en Russie.

### Carrière en Allemagne
Il travaille essentiellement en Allemagne dans les années 1920 et 1930, avec des voyages en France et en Grande-Bretagne. Il se consacre au marché de l'art et des antiquités et s'installe à Berlin, où il reprend le studio de photo de Karl Schenker in 1925. Entre 1926 et 1930, Bucovich et sa femme Marie, également photographe, ont leur studio Budapester Straße (de) 6, dans le quartier berlinois de Tiergarten.
Ses publications s'attachent surtout à des études urbaines, et particulièrement des scènes de rue, mais le studio repris de l'Atelier Karl Schenker avait une clientèle ouverte aux personnalités du monde de la scène et de l'écran de la période de Weimar ; parmi elles figurent Marlene Dietrich, Elisabeth Bergner ou Leni Riefenstahl (à l'époque danseuse, avant de devenir cinéaste).

Quelques portraits de Mario von Bucovich
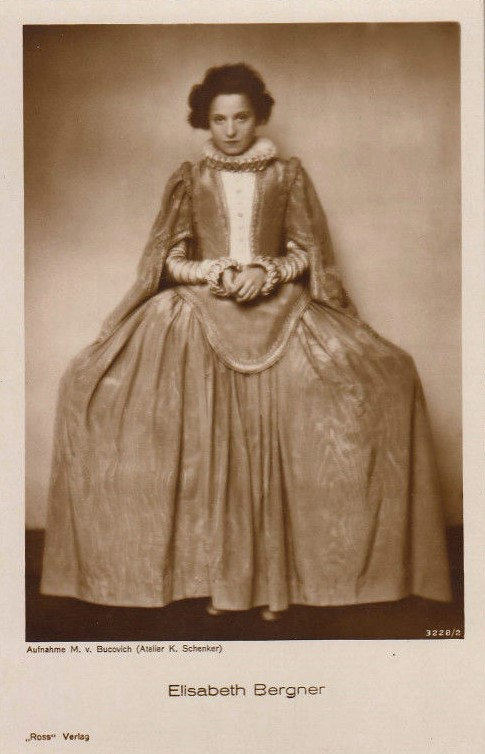
Elisabeth Bergner en costume de théâtre (carte postale).
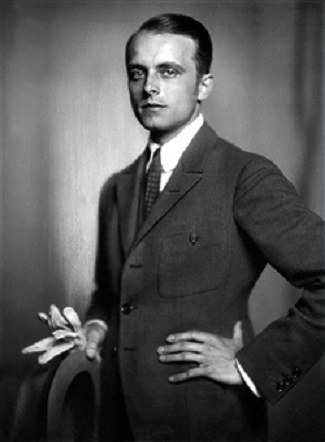
Ernst Hofmann.
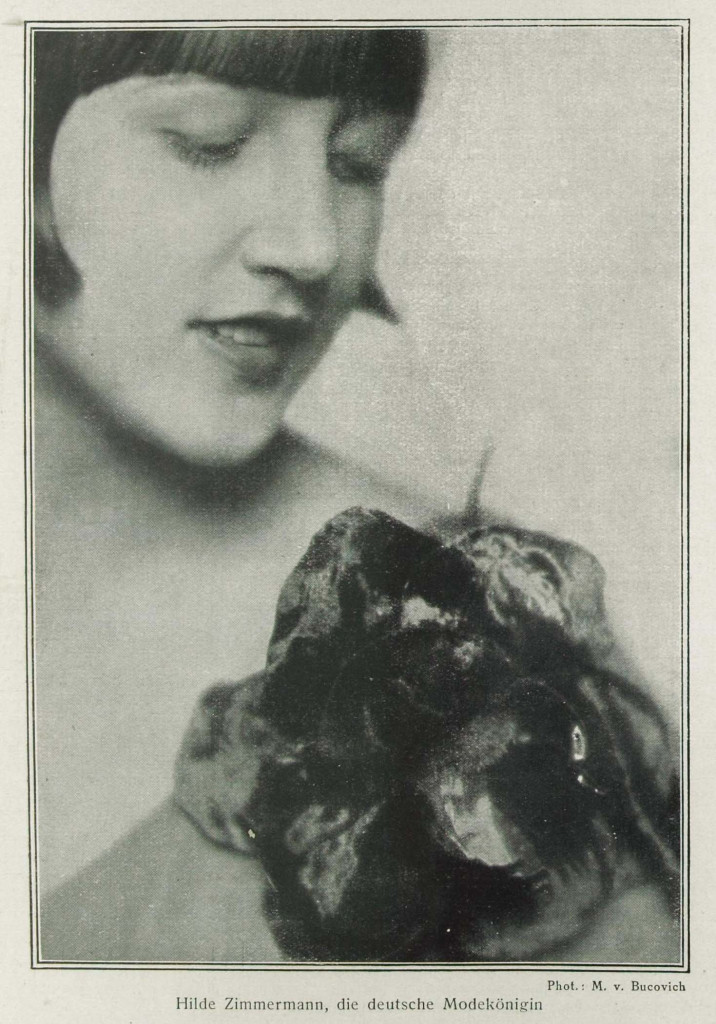
Hilde Zimmermann, la « reine de la mode 1927 ».
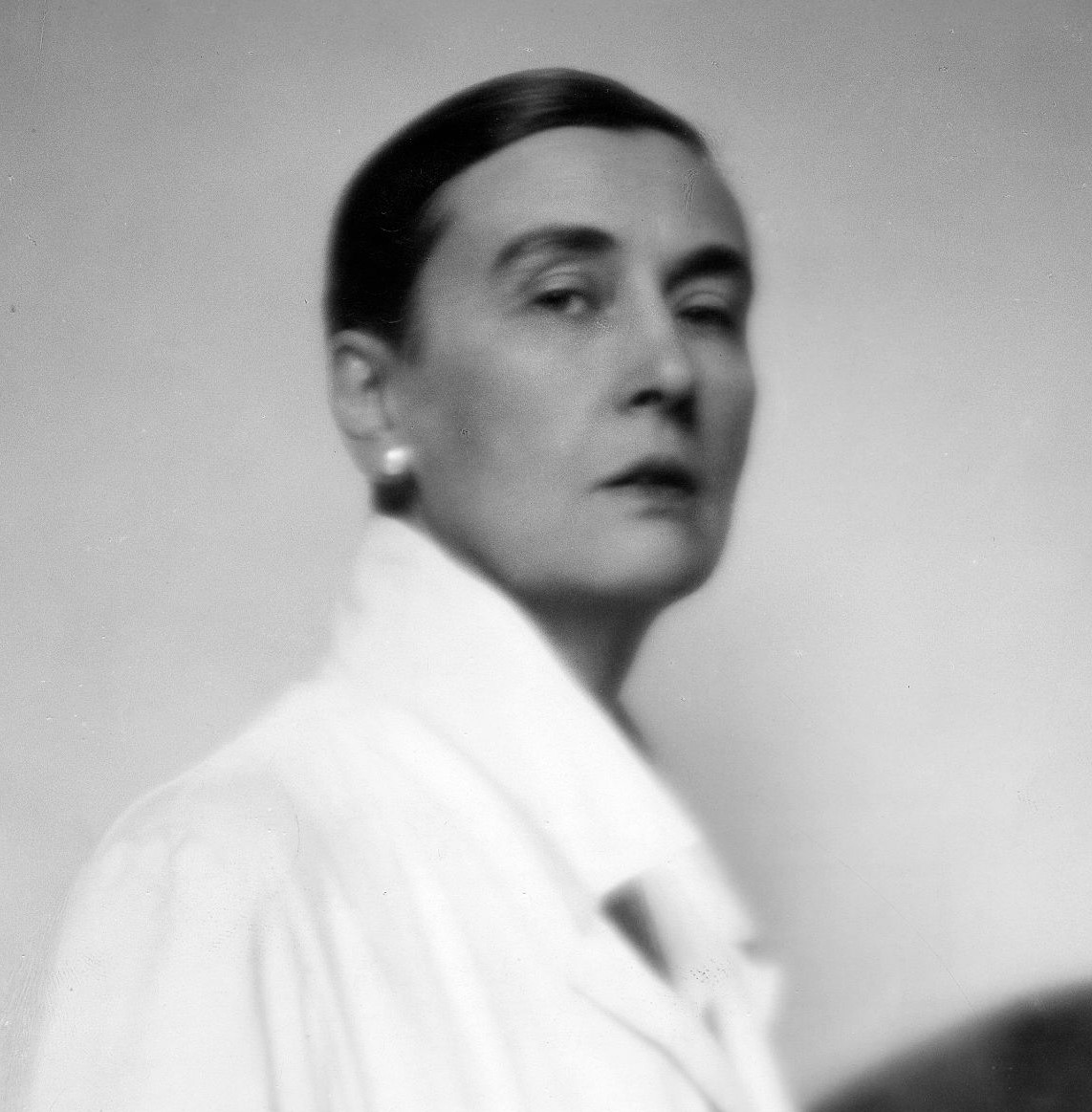
Augusta von Zitzewitz (de), artiste allemande.

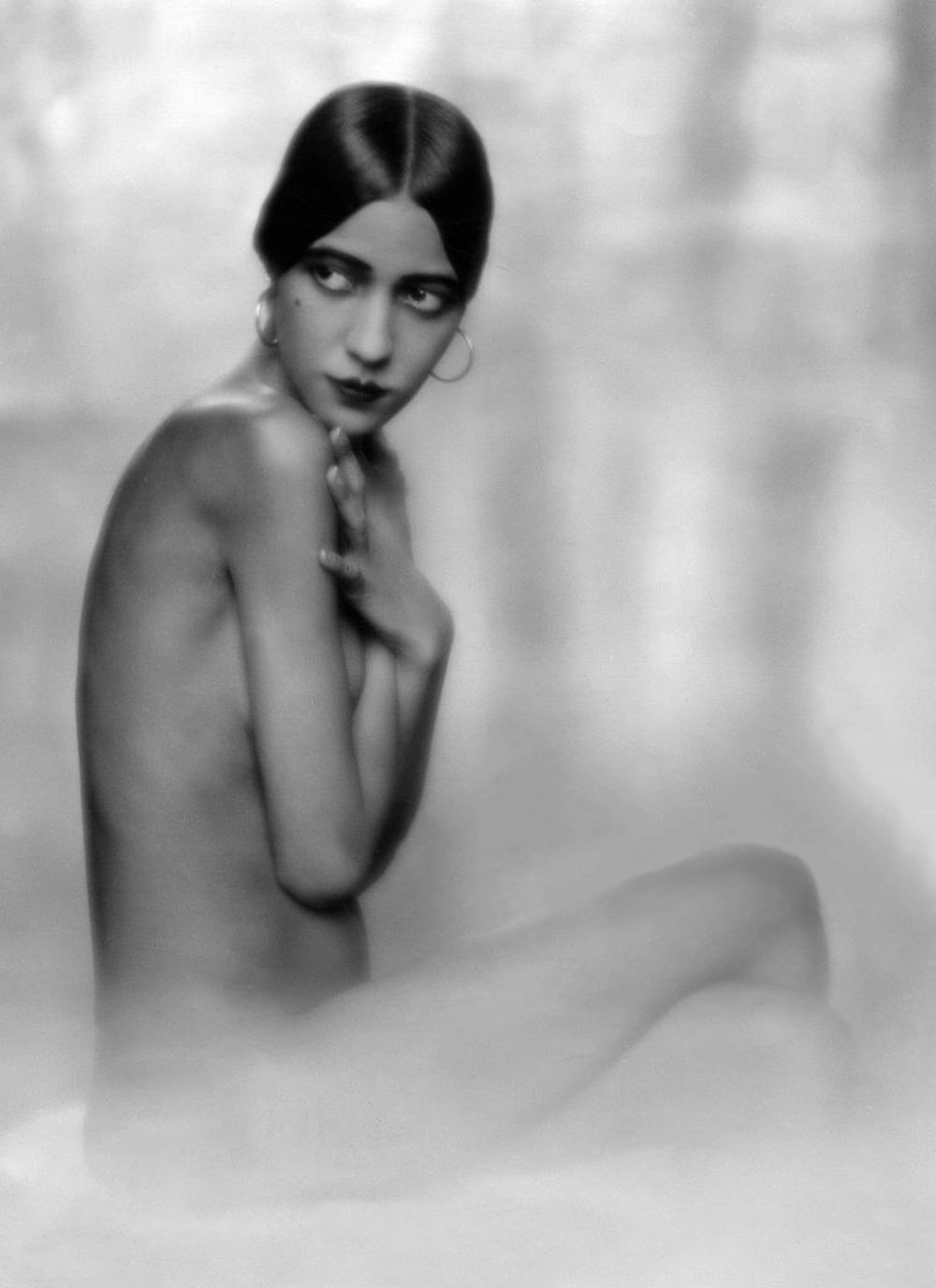
Ruth Walker, danseuse américaine, vers 1928.
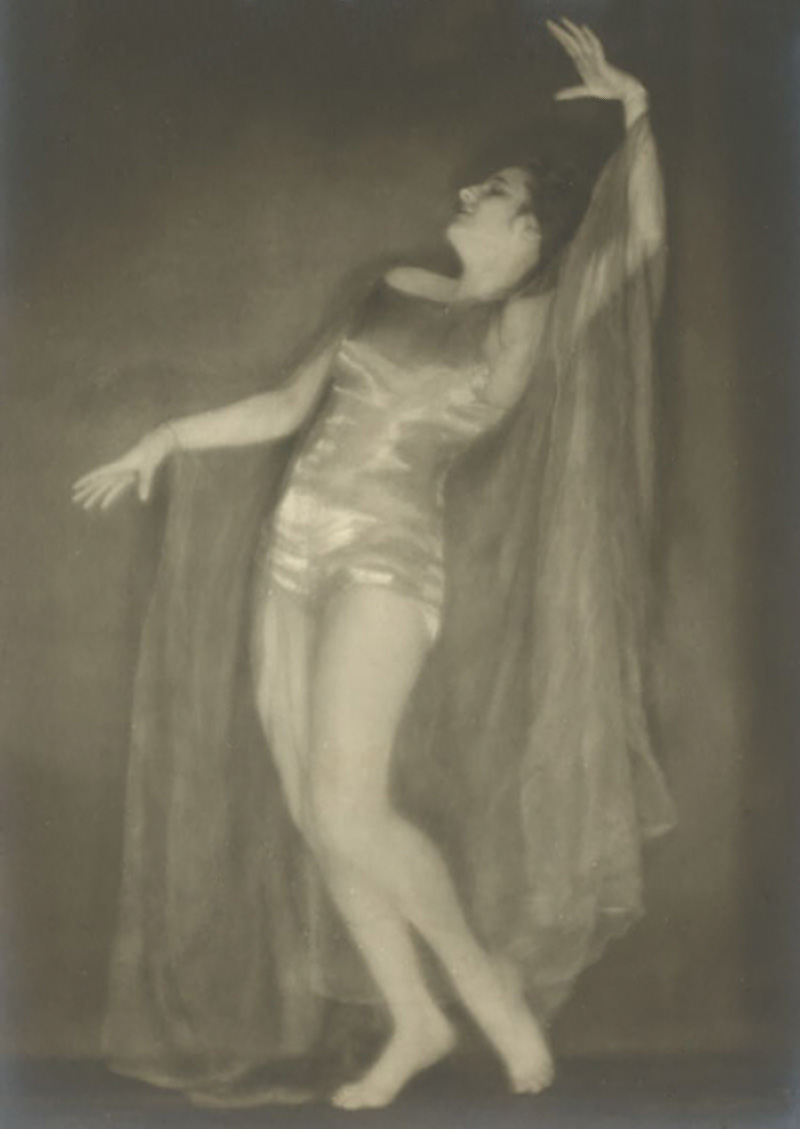
Leni Riefenstahl, à 25 ans.
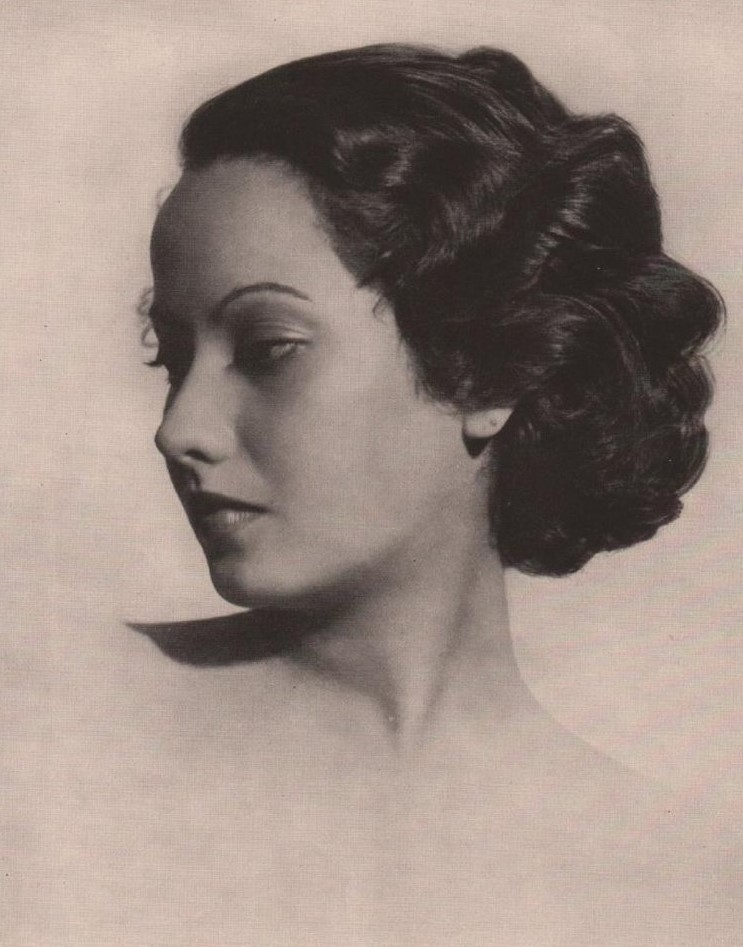
Merle Oberon, actrice américaine, en 1935.

Parmi ses livres de photos les plus célèbres, on relève Berlin, Das Gesicht der Stadt et Paris (avec un avant-propos de Paul Morand) ; le livre sur Paris comprend des photos de Germaine Krull. Celui sur Berlin (avec un avant-propos d'Alfred Döblin) a été publié à l'origine par Albertus Verlag, une maison d'édition qu'il a créée en 1928.
Durant les années 1920, ses photos ont été publiées dans nombre de revues allemandes consacrées au photojournalisme dont Der Querschnitt, Uhu, Die Dame, Die neue Linie, Das Magazin, Skizzen, Welt-Magazin, Kölnische Illustrierte Zeitung, Revue des Monats, Das Kriminalmagazin, Das Leben, Das Kunstblatt, Farbe und Form, Das Deutsche Lichtbild, Deutscher Kamera Almanach, Die Reklame, Der Photo-Freund.
Ses vues de Gérone, en Espagne, prises en 1933 ont été publiées dans le National Geographic.

### Années d'exil
Bucovich s'installe à New York pendant les années 1930 où il a un studio à 687 Lexington Avenue et travaille pour un éditeur de la 41st Street. Pendant cette période américaine, il publie deux essais photographiques, Washington D.C. City Beautiful et Manhattan Magic: A Collection of Eighty-Five Photographs.
Il part ensuite au Mexique et y travaille au début des années 1940, jusqu'à sa mort dans un accident de circulation à Mexico, le 30 novembre 1947.

## Expositions

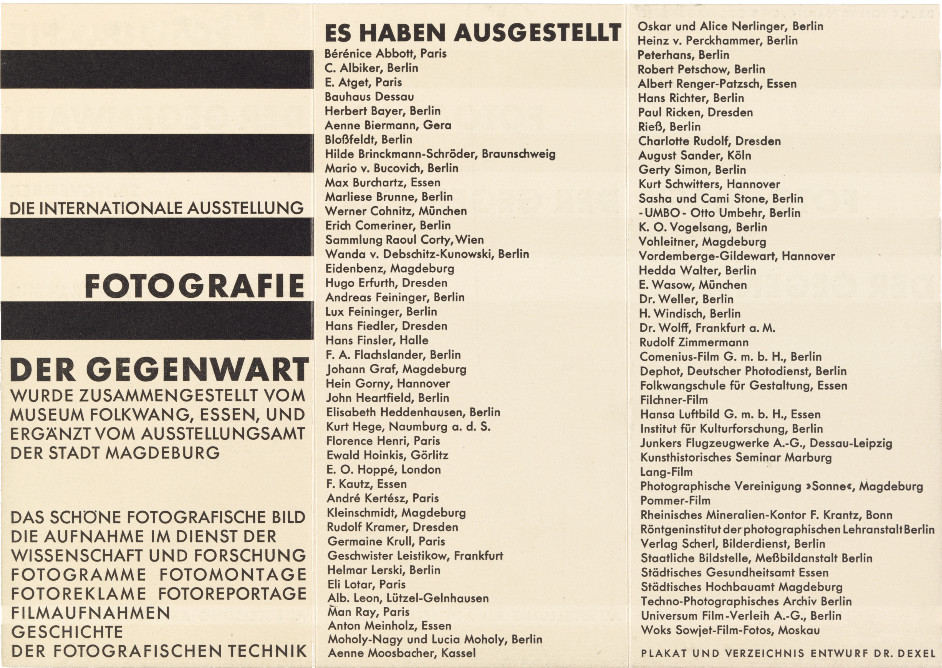
Liste des exposants de « Fotografie der Gegenwart ».

Son travail a été présenté dans les plus grands salons de photographie de l'époque. Il a été exposé à ce qui fut probablement la plus importante exposition de photos en Allemagne à l'époque du Bauhaus, « Fotografie der Gegenwart (en) » (« Photographie du présent ») à Magdeburg en 1929.
Il a également été exposé à la Fourth International Exhibition of Pictorial Photography au California Palace of the Legion of Honor, à la Third International Exhibition of Pictorial Photography Seattle Camera Club, et aux 15e et 16e Annual Pittsburgh Salon of Photographic Art au Carnegie Institute.
Son travail figure dans les collections du New Orleans Museum of Art, du National Museum of Mexican Art et de la National Gallery of Canada.

## Publications

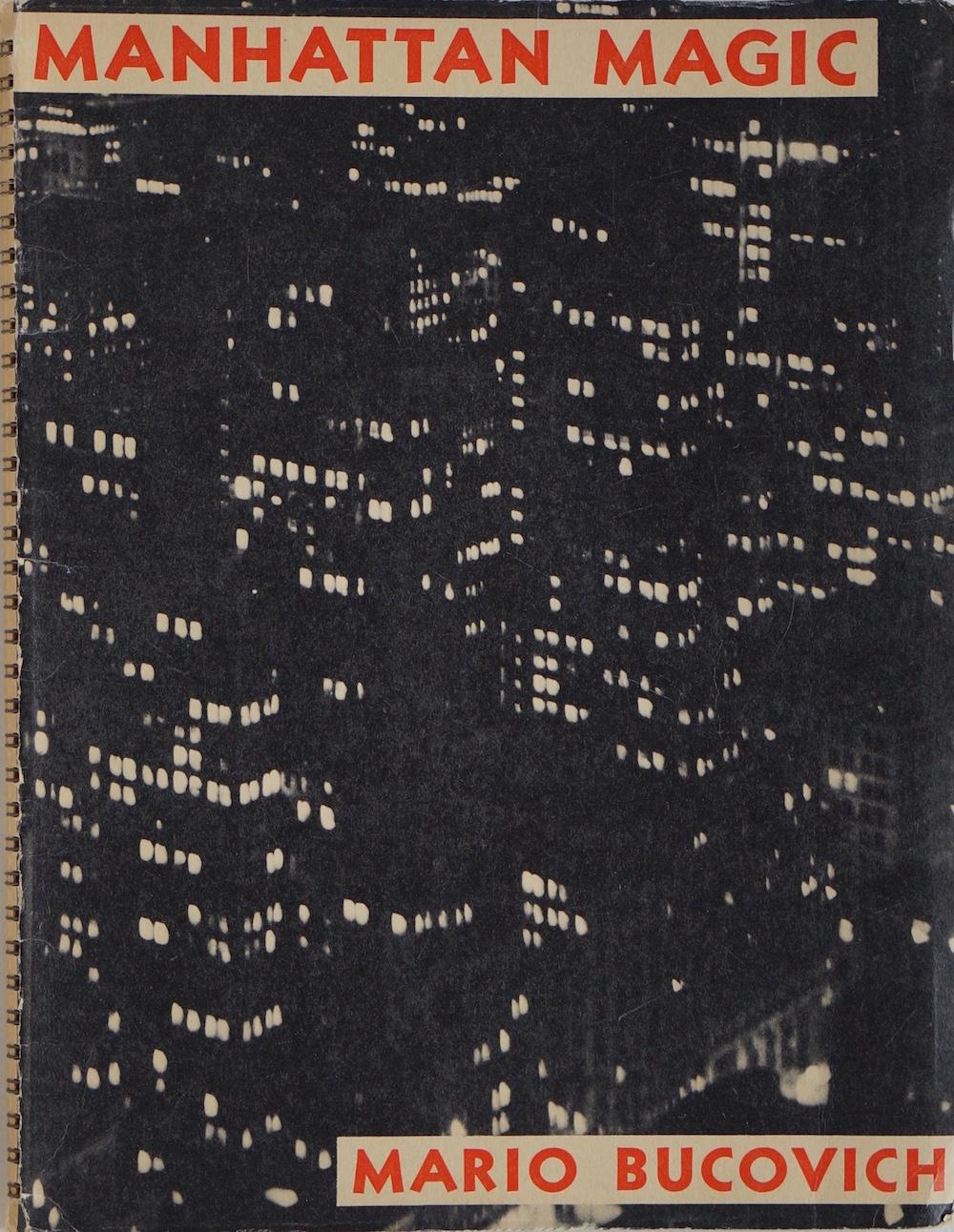
Manhattan Magic. A Collection of Eighty-Five Photographs, 1937.

- Berlin. Das Gesicht der Städte[6] (Berlin, le visage d'une ville), avec un avant-propos d'Alfred Döblin, Albertus Verlag, Berlin 1928 ; nouvelle édition (avec une sélection des photos), épilogue de Hans-Werner Klünner, Berlin 1928: Das Gesicht der Stadt, Nicolai-Verlag, Berlin, 1992  (ISBN 3-87584-432-7) et Hazan, Paris, 1993  (ISBN 2-85025-315-4)
- Paris. Das Gesicht der Städte (Paris, le visage d'une ville), avec un avant-propos de Paul Morand, Albertus Verlag, Berlin, 1928
- Manhattan Magic (autoédition), Philadelphie, Pennsylvanie, 1937
- Oaxaca, Mexico Habla, Mexico, 1942
- Washington, D.C., city beautiful, a collection of eighty five photographs Philadelphie, Beck, 1936
- Mexico Lindo
- Bildnis et Dekorative Studie, in: Deutscher Kamera-Almanach. Ein Jahrbuch für die Photographie unserer Zeit 19 (1928), p. 61 et p. 156

## Sources et références
- (en) Cet article est partiellement ou en totalité issu de l’article de Wikipédia en anglais intitulé « Mario von Bucovich » (voir la liste des auteurs).

1. ↑  Berliner Morgenpost du 26 mars 2009.
2. 1 2 3 4  Eckhardt Köhn, « „Ich bin teuer“. Wer war Baron Mario von Bucovich? » [« "Je coûte cher". Qui était le baron Mario von Bucovich ? »], Fotogeschichte, no 132,‎ 2014 (lire en ligne).
3. ↑  Berlin 1928: Das Gesicht der Stadt, Berlin, Nicolai-Verlag, 1992.
4. ↑  Ana Maria Rabe, « HUELLAS DE LA CIUDAD. REFLEXIONES SOBRE LA RELACIÓN ENTRE CIUDAD, MONUMENTO Y FOTOGRAFÍA A PARTIR DE WALTER BENJAMIN », ARBOR Ciencia, Pensamiento y Cultura, no enero-febrero 187 - 747,‎ 2011 (lire en ligne).
5. ↑  Josep Clara, Revista de Girona, 1998 (lire en ligne).
6. ↑  (BNF 40366617).